# ペプシコーラ
ペプシ（英語: Pepsi）は、アメリカのペプシコ社が製造・販売するソフトドリンクおよびブランド。1893年にケイレブ・ブラッドハムによって開発され、当初はBrad's Drinkとして販売された。1898年にペプシコーラ（英語: Pepsi-Cola）と改名され、さらに1961年にはペプシに短縮された。日本ではサントリー食品インターナショナルの子会社のサントリーフーズが製造・販売を行なっている。

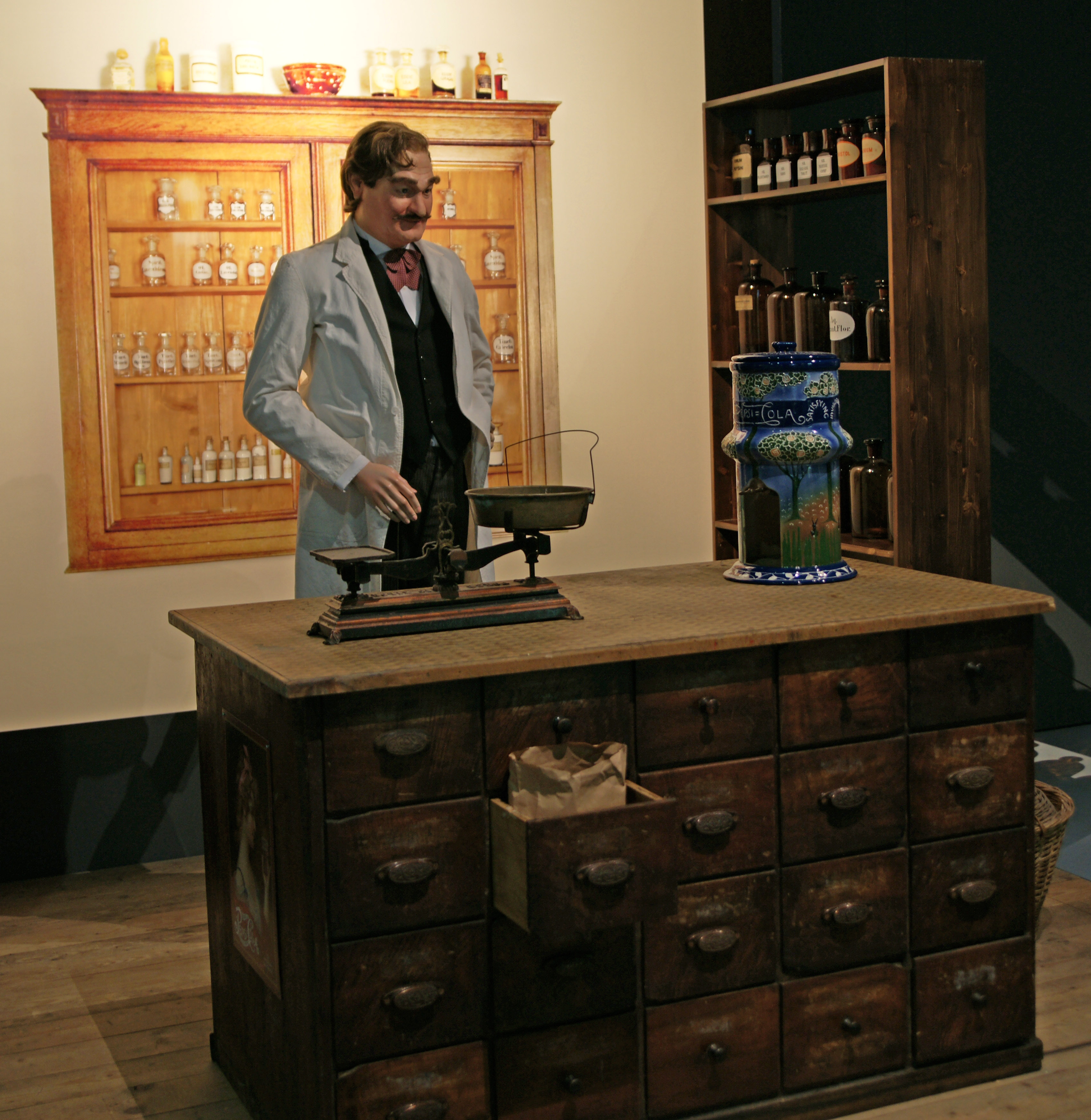
ケイレブ・ブラッドハム

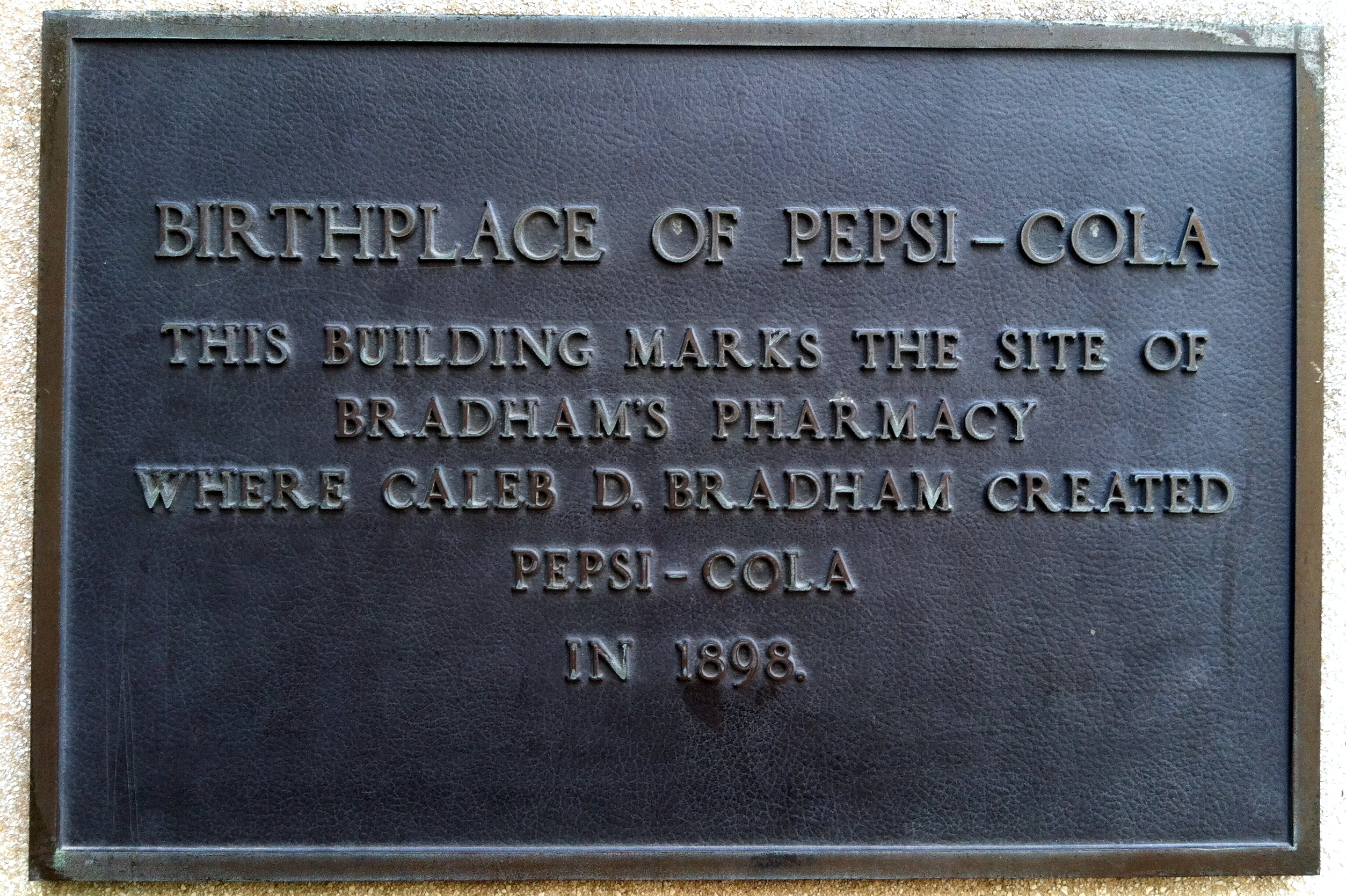
米国ノースカロライナ州ニューバーンにあるペプシコーラ発祥の地のプレート

## 歴史
ペプシは1893年、薬剤師ケイレブ・デイビス・ブラッドハムによって「Brad's Drink（ブラッズドリンク）」として開発され、ブラッドハムが経営するノースカロライナ州ニューバーンの薬局で販売された。この飲料は、炭酸水、砂糖、カラメル、コーラの種子、バニラ、ナツメグ、レモンオイルなどによってつくられた。1898年、ブラッドハムはBrad's Drinkを「ペプシコーラ（ Pepsi-Cola）」と改名した。「ペプシ」という語の由来は、この飲料により改善すると宣伝されたディスペプシア（消化不良）、もしくは消化酵素のペプシンとされるが、ペプシコーラの材料として実際にペプシンが使われたことはない。なお、dyspepsia・pepsinのいずれもギリシア語πέψις（ラテン文字転写pepsis。意味は「消化」）に由来する。
1902年にペプシコーラ・カンパニーが設立され本格販売を開始し、第一次世界大戦頃には全米25州にフランチャイズのボトリング工場を擁するまでに事業拡大したが、大戦中の砂糖相場の乱高下の打撃を受けて1922年に破綻した。ブラッドハムはコカ・コーラ社に会社売却を依頼したが、コカ・コーラを買収したばかりだったアーネスト・ウッドラフは、1ドルの価値もないと判断して拒否。結局、投資家のロイ・メガーゲルがペプシを買収するものの、経営は振るわず1933年に再度会社売却することになる。
この時、ドラッグストアとソーダ・ファウンテンの経営者でコカ・コーラと利益の分配で対立していたチャールズ・ガズがペプシ社を買収、原液の配合をコカ・コーラに類似したものに変え、コーラの瓶より内容量の多いビール瓶に瓶詰めしてコカ・コーラと同じ値段で売る低価格戦略で攻勢に打って出た。これが当たり、ようやくペプシは経営が安定する。
第二次世界大戦下では軍需品として特別扱いされたコカ・コーラに引き離されてしまうものの、コカ・コーラから移籍してきたアルフレッド・スティールによって、自動販売機での販売を開始すると再び成長軌道に乗った。
1959年には、かつて顧問弁護士であったリチャード・ニクソン副大統領の紹介でソビエト連邦のニキータ・フルシチョフ書記長にペプシコーラを試飲させることに成功。1970年代にニクソンが大統領に就任、ペプシコーラはソビエト連邦政府と20年間の独占契約をした。これによりソ連と契約した最初のアメリカ製品となる。この後、ソビエト連邦ではペプシコーラは一般的に入手することが可能となり、他の共産圏諸国（東ドイツ、ルーマニアなど）でも販売された。
フリトレーやピザハット、ケンタッキーフライドチキン、タコベルなどを傘下におさめ、清涼飲料水以外の分野にも進出しているが、現在はレストラン事業はペプシコよりスピンオフし、トライコングローバルレストラン（現ヤム・ブランズ）となっている。
なお、ペプシコ社の社長であったロジャー・エンリコは、ジェシー・コーンブルースとの共著である『コーラ戦争に勝った! ―ペプシ社長が明かすマーケティングのすべて―（THE OTHER GUY BLINKED: HOW PEPSI WON THE COLA WARS）』にてコーラ戦争の顛末を記している。
2024年、アメリカ合衆国の炭酸飲料市場におけるシェアが、わずかながらドクターペッパーに抜かれ三番手となった。

### 日本における歴史

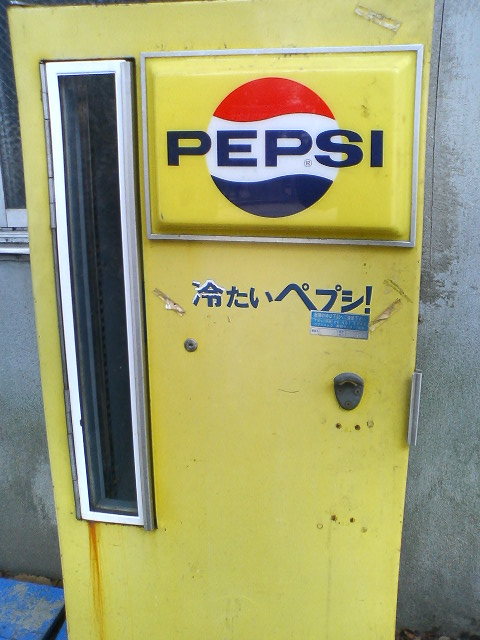
販売店用ボトルクーラー
（右側に栓抜きが付いている）

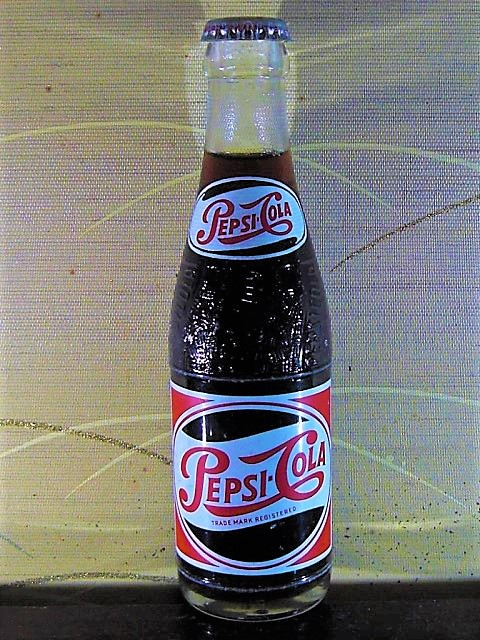
日本国内製造リターナブル瓶入り製品
1960年代初頭の瓶

日本には1947年、GHQ専用に輸入されたが、一般販売は行われなかった。しかし、後に大統領となるニクソンが弁護士として当時から市場開放のロビー活動をしていた。
沖縄における一般販売は本土よりも早く、1954年に当時アメリカ統治下の沖縄で比嘉悦雄の設立した「与那城飲料会社」(現:サントリーフーズ沖縄株式会社)により製造・販売が開始される。コカ・コーラの6.5オンス（約192ml）の容量に対して8オンス（約236ml）、瓶の回収を不要としたことで、当初はコカ・コーラを圧倒していた。コカ・コーラとのシェア逆転後も本土のような大差はつかなかった。
本土では、1956年に大映の永田雅一、大日本製糖の藤山勝彦、朝日麦酒の山本為三郎などの個人出資に加え、大日本製糖が大株主となることで第1号フランチャイズの「日本飲料」（日本コカ・コーラの前身である「日本飲料工業」とは別会社）を設立。横浜港近くにあったペプシコの所有する駐留軍用瓶詰め工場を引き継ぎ営業を開始した。その後、全国各地にボトリング会社を設立するが、コカ・コーラが早くから三菱・三井などの大手財閥系企業を中心に大企業を次々とボトラーに抱えいれたのに対し、ペプシ側は日綿実業（後のニチメン→双日）・宇部興産（現在のUBE）などの大手非財閥系企業を抱えいれて対抗するものの、日本全土にボトラーを設立することに大きな遅れを取ってしまう。それに加え、1964年発売のペプシコーラファミリーサイズが後発のコカ・コーラホームサイズよりも同価格で量が少なかったことで売上の低迷を招き、急遽同容量のボトルを発売するなどの対応で多大な出費を強いられた。この出来事を境に、コカ・コーラとの差が大きく開いていくこととなった。
1970年には大日本製糖が首都圏のフランチャイズであった日本飲料、関西のフランチャイズであった日糖飲料の株式を伊藤忠商事に売却し撤退。その伊藤忠商事も1976年に大赤字を抱えたまま撤退することを余儀なくされた。首都圏ではペプシコ直営の「関東ペプシコーラ販売」を設立、関西ではセブンアップ飲料(関西)が新たにフランチャイズとなることで空白地帯が生じることは阻止できたが、全国的にペプシコーラボトラーの経営は厳しさを増して行った。北東北をエリアとしていた北日本飲料は多額の負債を抱え1982年に事業停止、他のボトラーもペプシ製品以外を取り扱わねば経営が行きづまる状況に置かれてしまった。
そのような状況下、宇部興産飲料が管轄していた中国及び四国地区（特に宇部興産のお膝元である山口県）、地元資本のバックアップと750ml瓶が大ヒットした北海道地区、中日ドラゴンズめんこなど独自のノベルティを展開した中部地区、早くからコカ・コーラよりも大容量のボトルを採用していた沖縄地区は善戦していた。
とはいえ殆どの地域でコカ・コーラが人気だった1989年、アメリカ本社の戦略転換によりバブル景気真っ只中の日本は「最重要市場」と認定され、テコ入れを開始。他国で大きな実績をあげていたアンソニー・K・イルズリーが送り込まれ日本支社長に就任。「自販機・シェア倍増計画」のもと、積極的な販売攻勢に転換。M.C.ハマー出演の比較広告投入などの話題もあり、ペプシは勢いを取り戻していった。今まで新製品の開発に消極的であったペプシコの方針転換により、数々の新製品が世に送り出された。
しかし、ペプシコ本社の海外戦略失敗による事業見直しの中、1997年に日本に於ける事業（マーケティング及び製造販売総代理権）はサントリーに譲渡され、1998年以降、飲料部門はサントリーフーズが事業を行なっている。これにより、それまで製造販売を請け負っていた地域ボトラーは、サントリーフーズが大株主の販社へと業態転換した。一方で、国内ペプシボトラーの最大手だったビバックス（旧宇部興産飲料）がライバル企業のキリンビバレッジに株式を譲渡してキリンビバックスになるなどの離反なども発生。例外的に、2007年から「クラシックデザイン」のみダイドードリンコが販売。ただし、「クラシックデザイン」もサントリーが開発を担当し、ダイドードリンコに供給していたものである。
2002年の夏にレモン果汁入りの「ペプシツイスト」が日本で期間限定商品として発売され、翌2003年には通年商品として発売された。のちにこの商品は世界中で販売されている。同製品は一部の喫茶店やレストランでコーラを注文するとスライスレモンがついてくることから、その果汁をあらかじめ絞って缶入りにすればいいという発想から生まれた。
2006年春、日本人の味覚にあわせた「カロリーゼロ」「レモン風味」の味わいで、日本発コーラである「ペプシネックス（後に「ペプシネックスゼロ」を経て「ペプシストロングゼロ」へ改称）」を発売した。サントリー食品インターナショナル（サントリーフーズ）が全面的に開発に携わっており、現在の日本のペプシコーラのメインストリーム商品になっている。2014年3月のリニューアルより風味が大幅に見直され、甘味料の一部にステビアが含まれるようになった。
2010年3月の「ペプシネックス」のリニューアルに伴い、従来は大文字だったロゴマークを小文字に変え（PEPSI→pepsi）、グローブマークも変更された。しばらくは新規発売品（ストロングショット、バオパブ、モンブラン）にしか用いなかったが、2011年3月に「ペプシコーラ」・「ダイエットペプシ」・「ペプシツイスト」もパッケージリニューアルに伴い、新ロゴマーク・新グローブデザインに統一された。
また、2012年11月には難消化性デキストリンを配合した特定保健用食品「ペプシスペシャル」を発売し、2013年8月のリニューアル時にゼロカロリー化した。
2013年5月にはカフェイン量を多めにした200ml入りの小容量飲みきりサイズのコーラ「ペプシ リフレッシュショット」を発売した。
2014年8月には「ペプシコーラ」をパッケージリニューアルし、ロゴマークが変更となった。
2015年6月には主力ラインナップを大幅に刷新した。これまでの「ペプシネックス ゼロ」を終売し、新たに炭酸とカフェインを強めにした「ペプシストロング」ブランドの展開を開始した。ゼロカロリーの「ペプシストロング ゼロ」と、有糖の「ペプシストロング」の2商品がラインナップされ、日本における新たなメインストリーム商品として発売される。
2016年6月には「ペプシストロング5.0GV<ゼロ>」・「ペプシストロング5.0GV」を発売した。製品名にある"GV"とは、飲料中の炭酸ガスの含有量を表すガスボリュームという単位で、標準状態において1Lの液体に1Lの炭酸ガスが溶けている場合で1GVとなる。このガスボリューム最大5.0GV（炭酸飲料の製造時の特性上、充填時ガスボリュームは約5.0〜4.5GVとなっている）にも耐えられる新型ペットボトルを開発したことで、より高いガスボリュームでの充填が可能となり、加えて香料の配合も見直した。本製品の発売に伴って「ペプシストロング<ゼロ>」と「ペプシストロング」もリニューアルを行い、香料の配合見直しと「ペプシストロング5.0GV ゼロ/5.0GV」と統一したパッケージデザインに変更。容量も見直しを行い、「ペプシストロング<ゼロ>」は500mlペットボトル（「ペプシストロング5.0GV<ゼロ>」へ移行のため）と270mlペットボトルを廃止し、缶製品は内容量を変更（160ml→155ml、350ml→340ml）。「ペプシストロング」は既存容量を「ペプシストロング5.0GV」へ移行のため廃止し、新たに1.5Lペットボトルを設定して大容量サイズ専用商品の位置づけとなった。
2018年4月にペプシストロングシリーズを終売し、代わって新ブランド「ペプシJコーラ」シリーズを発売したが、翌2019年4月よりこれに代わり、塩と和柑橘を隠し味にした「ペプシ ジャパンコーラ」シリーズを発売している。
その後、コロナウイルスの流行に伴う外出制限によって生じた「仕事が終わり、コーラで一人打ち上げを行う」「リフレッシュしたいと思ってコーラを飲む」といったニーズに着目し、生コーラスパイスを香料の基原料の一部とした「ペプシ<生>」および「ペプシ<生>ゼロ」を開発する。そして、2021年6月ににこれら2種を発売し、成功を収めた。
2022年夏季期間限定で「ペプシゼロ からあげ専用」を発売。その名の通り、から揚げと一緒に飲食することを想定した味付けになっている。これ以降も、「フライドチキン専用」（2022年冬季限定）など期間限定商品という形で様々な料理と一緒に味わうことを前提とした商品群を展開していった。
2023年3月には新しいロゴマークを発表、15年ぶりに小文字から大文字となった「PEPSI」の書体は異なるが、70～80年代に使用されたロゴに近いデザインとなっている。
2024年8月20日には、ハンバーガーチェーン・モスバーガーが猛暑対策として通常のLサイズよりも大きな「ペプシ メガサイズ」を数量限定で発売した。
かつてはペプシ自社のルート以外にも、過去にボトリングを請け負っていた関係でチェリオコーポレーション（旧セブンアップ飲料(関西)）及びチェリオ中部（旧中部ペプシコーラボトリング）、カゴメ（静岡、山梨地区でペプシ製品を製造販売していた）他、提携という形でカルピス、ユニマットライフ（現サントリービバレッジソリューション）等の自販機ルートを通じてもペプシコーラ缶製品が販売されていた。

## ロゴ

1898年 - 1903年[21]
1903年 - 1904年[21]
1904年 - 1905年[21]
1905年 - 1907年[21]
1907年 - 1934年[21]
1934年 - 1951年[21]
1950年 - 1962年
[21][注 3]
1951年 - 1962年
[21]
1962年 - 1969年
[21]
1965年 - 1969年
[21]
1969年 - 1971年
[21]
1971年 - 1987年
[21]
1987年 - 1991年
[21]
1991年 - 1996年
[21]
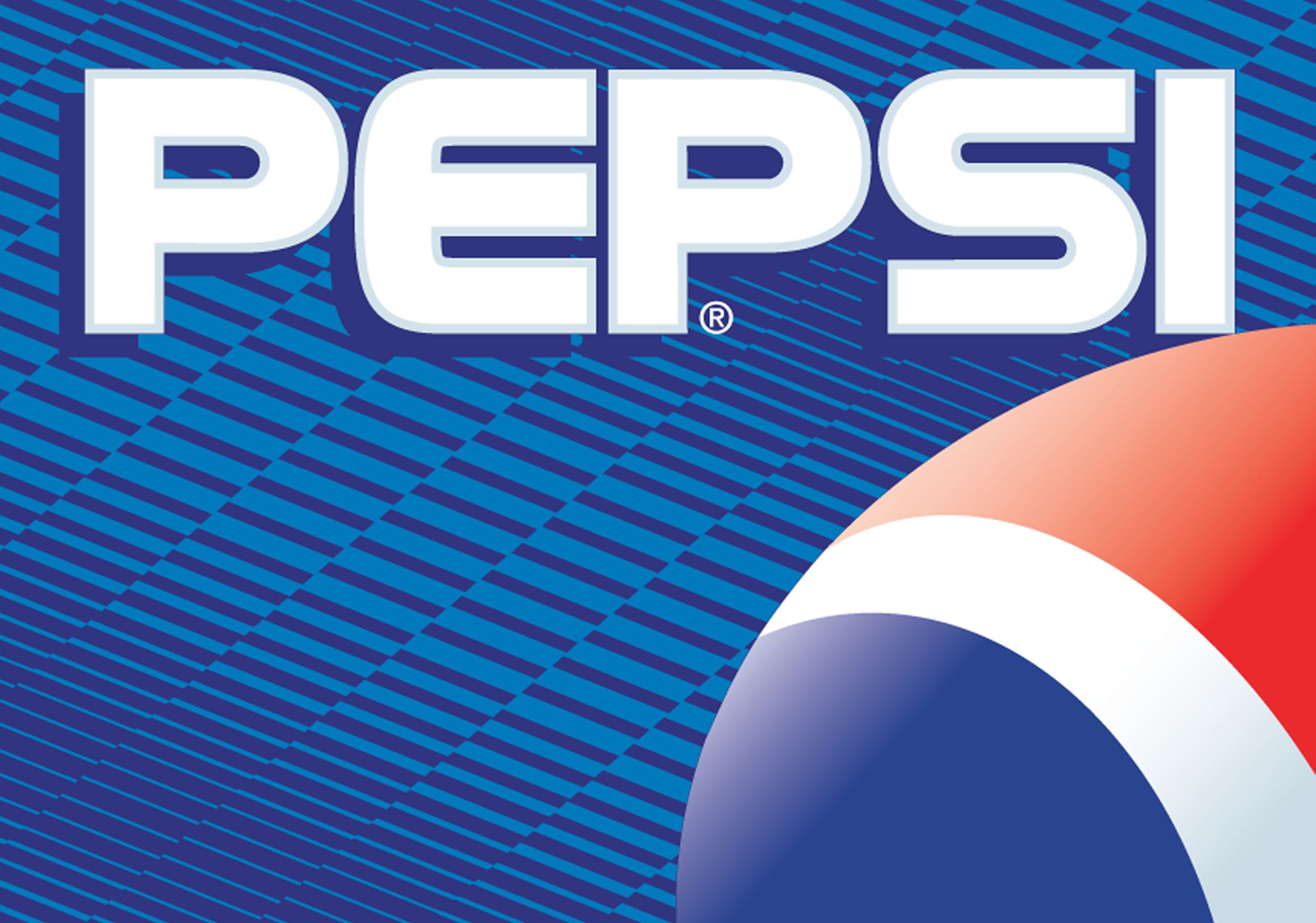
1996年 - 1998年
[注 4]
1998年 - 2003年
[23]
2003年 - 2006年
[21]
2006年 - 2008年
[21]
2008年 - 2014年
[21]
2014年 - 2023年
[21]
2023年 - 現在[注 5][18]
[21]

## マーケティング

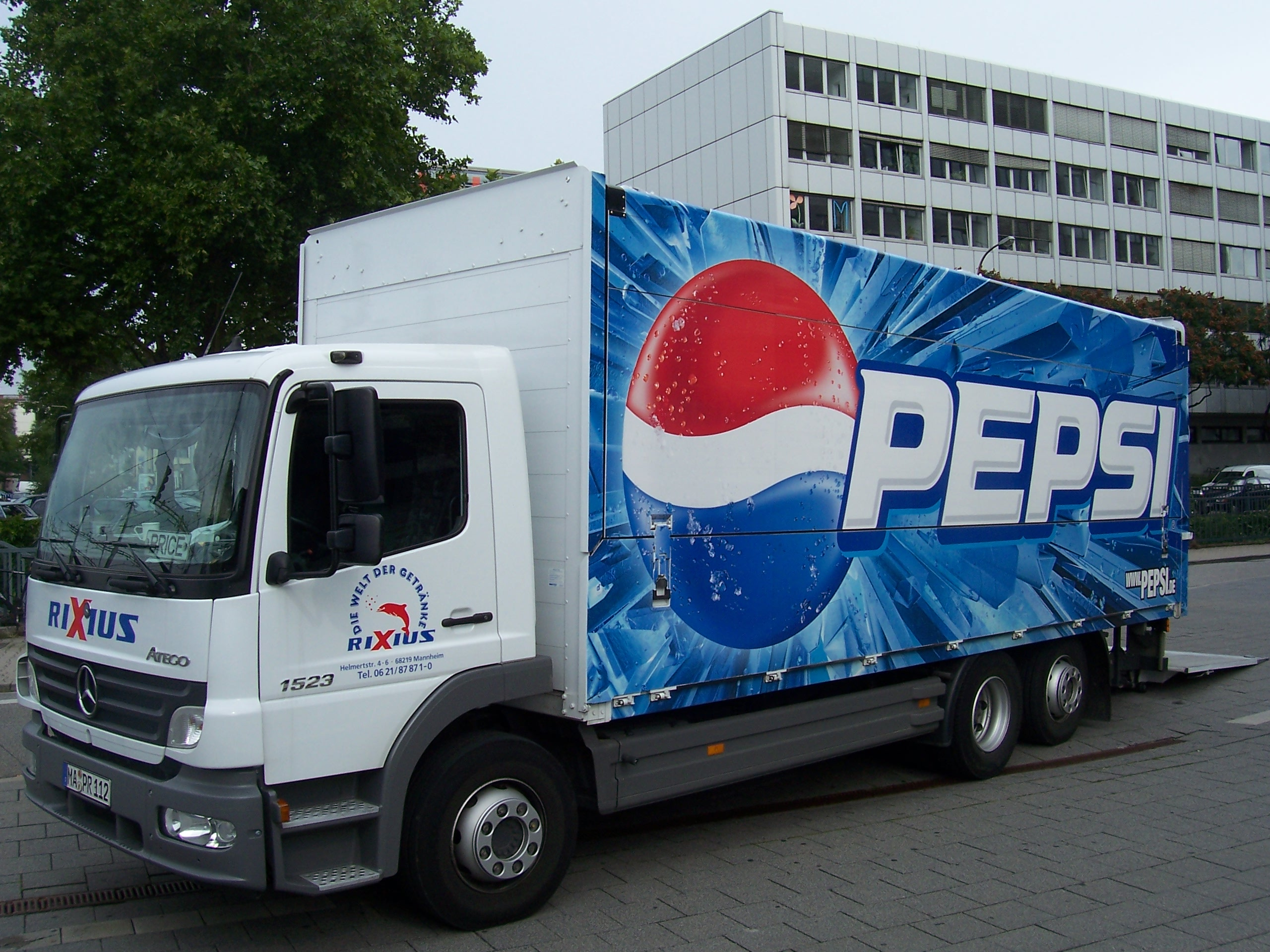
ペプシ配送トラック

アメリカにおいて、1970年代にペプシコーラのマーケティングを担当し後に社長となったのがジョン・スカリーである。スカリーはスティーブ・ジョブズに口説かれて1983年にApple Computerに入社した。

### ペプシチャレンジ
ペプシコーラの宣伝でよく使われているのが、コカ・コーラと比較した比較広告であり、1975年に始めた「ペプシチャレンジ」がその先駆けとなった。この施策は、通行人にペプシコーラとコカ・コーラを、それぞれ区別出来ないようサーブして、どちらがうまいかを判定させるという内容だった。このペプシチャレンジでは多くの人々がペプシに軍配を上げ、それがCMとして全米に流され、ペプシの業績向上につながった。このペプシチャレンジのキャンペーンは日本でも実施されたが、放送倫理などの問題があってかこちらのコーラを選びましたと、ペプシを選んだデータだけを強調するものになっている。
アメリカ合衆国においてこのような比較広告はありふれていた一方、日本人にはなじみが薄く受け入れられなかった。ことにM.C.ハマーが出演した比較広告は、日本で放送された際はコカ・コーラに対する誹謗中傷と受け止められたといわれている。それ以降も、「UFOがコカ・コーラとペプシコーラを1缶ずつ吸い上げた後、ペプシコーラだけを自動販売機ごと持ち去る」「自動販売機のボタンに手が届かない少年がコカ・コーラのビンを踏み台にしてペプシコーラを購入する」「コカ・コーラに似せたロゴのトラックの運転手がペプシコーラを激しく求める」「ダイエットペプシのカロリーはコカ・コーラライトの11分の1であることを名指しで指摘（1kcalと11kcalの差であったが）」などの挑戦的なCMを放送した。またイチローやデビッド・ベッカムなども日本版限定でCMに出演していた。
日本における販売活動では、「おまけ」などの付加価値を重視したマーケティングを行ってきた。王冠裏に「〜円」という文字があると、その分の現金が貰えるというのもペプシが先駆けである。テレビCMにおいては、水前寺清子や王貞治といった著名人や、漫画のキャラクターであるルパン三世がイメージキャラクターを務めたことがあった。王貞治のホームラン世界記録が掛かった1977年に大規模なキャンペーンを繰り広げ、「1.5倍で50円」を売り文句にした300mlの瓶入り「ペプシ300」の発売と共に、特にその割安感から若年層の間での人気はコカ・コーラを凌駕していた。他社に先駆けて日本市場にダイエットペプシを導入したのもこの頃だが、時期尚早のため成功には至らなかった。やがて、その勢いも1980年代に入ると急激に衰えていく。市場シェアが年々下落していき、ペプシのCM自体があまり見られなくなっていった。1981年に発売したマウンテンデューは大ヒットしたものの、従来の看板商品であるペプシコーラやミリンダの低迷に歯止めがかからず、コカ・コーラとの差は広がる一方だった。
80年代の低迷期を経て、イリズリー新社長の体制が整った1989年から日本市場への本格的テコ入れが始まった。積極的にテレビCMを出稿し自動販売機の数を増やしていった。当時の自販機増設ペースは、「月間増設台数」がそれまでの「年間増設台数」に匹敵すると、北関東飲料社長がコメントしている。CMはアメリカから輸入し、その他製品のCMは日本にて製作していた（例：セブンアップやバーディコーヒー、マウンテンデュー、フルーピーなど）。

### 1990年代後半～2000年代:おまけ戦略

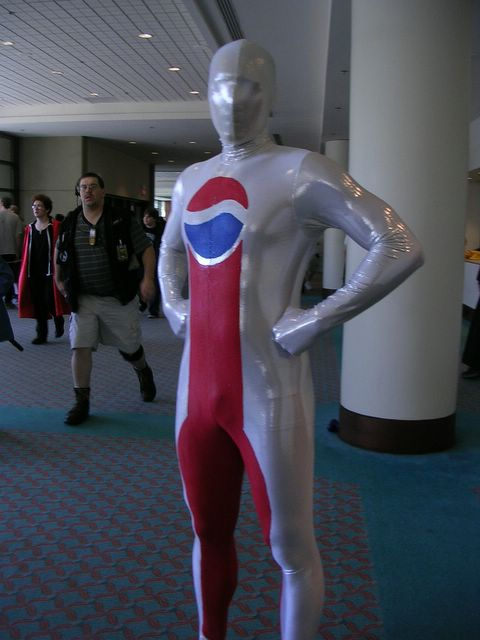
ペプシマンのコスプレイヤー。Anime Central 2005にて撮影。

1998年から、コカ・コーラの赤に対抗して青をシンボルカラーにすることが前面に打ち出される。当時、コカ・コーラに対する挑戦者（青コーナー）であることを宣言する広告が展開された。マスコットキャラクターペプシマンなどを通じて、飲料への首掛け景品やボトルキャップブームを創り出し、オープン懸賞も『2001年宇宙の旅』プレゼント（主催企業の解散により中止、希望者には1000万円の補償金が支払われた）やペプシマンの愛車、シボレー・コルベットのプレゼントなど、話題性の高い懸賞を次々と実施してきた。
1999年には、コンビニエンスストアを中心に映画『スター・ウォーズ』とのタイアップを展開した。この際、ペプシの味に慣れ親しんでもらうという狙いから、ボトルごとに異なるおまけをつけるというコレクション要素が追加された。おまけをつけた月は売れ行きが伸びたものの、最終的には赤字となったうえ、ユーザーの定着という目的を果たせなかったことから、2001年には方針転換がはかられた。
2003年からペプシツイストのおまけとして添付されたテレビアニメ『機動戦士ガンダムSEED』のフィギュアが「中身が見えないため懸賞にあたる」と公正取引委員会によって認定され、2005年には懸賞品に課せられるコスト上限（景表法）を超え「射幸心を煽る」と是正勧告を受けた。公正取引委員会によると、フィギュアの中にはなかなか入手できない「レアもの」も含まれており、全種類を集めようと大量購入し、ペプシツイストのみをインターネットで転売する者もいたほか、フィギュア一式がインターネットオークションで10万円前後で売買されていたという。
審査期間中にあたる2005年9月上旬、サントリーは自社判断として、ノベルティグッズの袋を透明なものに変更した。また、公正取引委員会も2005年9月末にサントリーへ注意すると同時に、全国清涼飲料工業会にも注意喚起を出した。これ以降、飲料に附属するノベルティグッズは全て中身が目視確認可能なものとなった。

### 2010年代以降:インターネットでのプロモーション重視
2010年代になってからはネットでのプロモーションにも力を入れる。2019年4月の「ペプシジャパンコーラ」発売時には、本田圭佑を起用した「じゃんけんで勝ったらコーラ1本プレゼント」という内容のプロモーションをSNS上で展開し、反響を呼んだ。その後も「本田とカードバトル」（2019年7月）、「本田とコイントス」（2019年10月）など同様のゲームバトル企画は度々行われ、その度に話題を博している。
2023年にはペプシBIG〈生〉をはじめとする対象商品を購入すると、デジタルギフト100円分がもらえる「実質全額返金」キャンペーンが展開された。Twitterに投稿されたPR動画はクールポコ。の2人がキャンペーンの内容を説明しているところをやす子が茶々を入れる内容であり、MADムービーなどを想起させるとして大きな反響を呼んだ。サントリー食品の市川友梨香も、これらのキャンペーンツイートが購買につながったと認識しており、「『誰』に『何』を伝えるかが考慮されていた」「誰でも一目でわかる内容である」「ユーザの反応を見ながらPDCAを回せたこと」を成功要因として挙げている。

### 関連イベント
- ペプシIPL
- ペプシチャレンジ
- ペプシカップ全日本バレーボール小学生大会

### 日本のペプシボトラーズ（販売会社）
サントリーグループと資本関係がない地方ペプシボトラーズは、サントリーフーズと業務提携した上でペプシ製品を販売している。地域によってはサントリーグループのペプシボトラーズ同士やサントリーグループのペプシボトラーズと独立系地方ペプシボトラーズと営業地域が重複する地域もある。サントリーグループのペプシボトラーズや独立系地方ペプシボトラーズの中には、サントリー製品・ペプシ製品以外の他社製品（キリンビバレッジ製品、ポッカサッポロフード&ビバレッジ製品）も取り扱うボトラーもある。
- サントリーグループのペプシボトラーズ
  - サントリー食品インターナショナル
  - サントリーフーズ（日本総販売元）
  - サントリービバレッジソリューション（2022年1月1日にジャパンビバレッジから商号変更、同日にジャパンビバレッジ、サントリービバレッジサービス、サントリービバレッジソリューション（初代）を統合して発足。旧：ジャパンビバレッジと旧：オリエンタル商事の自動販売機ではキリンビバレッジ製品やアサヒ飲料製品など他社製品も取り扱う）
    - 営業エリア:鳥取県・島根県・佐賀県・鹿児島県を除く43都道府県

  - サントリーフーズ沖縄（1997年のサントリーによるペプシ事業譲受と同時に設立。沖縄ペプシビバレッジより社名変更）
    - 営業エリア:沖縄県

  - 香川ペプシコーラ販売（旧宇部ペプシコーラ販売の香川統括部門を継承、後にサントリーグループ入り）
    - 営業エリア: 香川県

  - サンベンド
  - 九州サンベンド
- 独立系地方ペプシボトラーズ
  - アシード（アシードホールディングスの子会社、サントリー製品・ペプシ製品以外の他社製品も取扱）
    - 営業エリア: 茨城県・栃木県・群馬県・埼玉県、千葉県の一部、東京都の一部

  - 岡山ペプシコーラ販売
    - 営業エリア: 岡山県北部

  - 鳥取ペプシコーラ販売
    - 営業エリア: 鳥取県

  - 島根ペプシコーラ販売
    - 営業エリア:島根県

  - 徳島ペプシコーラ販売（旧宇部ペプシコーラ販売の徳島統括部門を継承）
    - 営業エリア: 徳島県

  - ジャパン福岡・ペプシコーラ販売
    - 営業エリア:福岡県福岡市・福岡県筑豊地方・佐賀県唐津市

  - 北九州ペプシコーラ販売（ジャパン福岡・ペプシコーラ販売の子会社）
    - 営業エリア:福岡県北九州市など

  - 久留米ペプシコーラ販売（ジャパン福岡・ペプシコーラ販売の子会社）
    - 営業エリア:福岡県久留米市など

  - ジャパン佐賀ペプシコーラ販売（ジャパン福岡・ペプシコーラ販売の子会社）
    - 営業エリア:唐津市を除く佐賀県全域

  - ペプシコーラ長崎販売（ジャパン福岡・ペプシコーラ販売の子会社）
    - 営業エリア:長崎県長崎市（ジャパン福岡・ペプシコーラ販売の子会社）

  - 西日本ペプシコーラ販売（諫早ペプシ、ジャパン福岡・ペプシコーラ販売の子会社）
    - 営業エリア:長崎県諫早市など

  - 西日本かなえペプシコーラ販売（佐世保ペプシ、ジャパン福岡・ペプシコーラ販売の子会社、佐世保ペプシコーラ販売から商号変更）
    - 営業エリア:長崎県佐世保市など

過去
- サントリーグループ
  - サントリービバレッジサービス（2013年4月1日、旧日本ペプシコーラ販売、北海道ペプシコーラ販売、東北ペプシコーラ販売、中部ペプシコーラ販売、近畿中国ペプシコーラ販売、南九州ペプシコーラ販売を統合して発足。自動販売機事業は2022年1月1日付でサントリービバレッジソリューション（2代、ジャパンビバレッジから商号変更）へ移管）
    - 営業エリア:北海道・青森県・岩手県・宮城県・秋田県・山形県・福島県・東京都・千葉県・神奈川県・山梨県・新潟県・長野県・静岡県・愛知県・岐阜県・三重県・滋賀県・京都府・大阪府・奈良県・兵庫県・和歌山県・岡山県南部・広島県・山口県・愛媛県・高知県・福岡県大牟田市・熊本県・大分県・宮崎県・鹿児島県

  - コーシン・サントリービバレッジ（2022年1月1日付でサントリービバレッジサービスへ吸収合併、自動販売機事業は同日付でサントリービバレッジソリューション東海・北陸第二支社が承継）
    - 営業エリア:石川県・富山県・福井県

  - オリエンタル商事
    - 営業エリア:茨城県・栃木県（2023年4月1日にサントリービバレッジソリューションへ吸収合併）
- 独立系
  - 日本飲料（国内第一号のフランチャイズボトラーとして、財界実力者の共同出資で1956年に設立。東京・神奈川・千葉を担当していた。巨額の赤字を抱え1976年に解散。なお、同社の千葉工場は飲料受託製造業のジャパンフーズとなった）
  - 伊藤忠飲料（国内第2号のフランチャイズボトラーとして、大日本製糖が大株主の「日糖飲料」として1961年に設立。大阪・兵庫・京都などの関西エリアを担当していた。1970年に伊藤忠商事が新たに大株主となり、商号を「伊藤忠飲料」に変更するも累積赤字を重ね1976年に解散）
  - 北日本飲料（1970年に設立。青森・秋田・岩手を担当していた。当初は月売上でコカ・コーラに肉薄したが、1982年に巨額の負債を残し経営破綻。営業所はペプシコに買収され、同社の直轄エリアとなった）
  - 東日本ペプシコーラボトリング（前身の東邦飲料、東日本飲料時代から宮城・福島・山形を担当していた。販売方針に対するペプシコとの協議の決裂の結果、1992年に契約解消）
  - 関東ペプシコーラ販売（日本飲料解散後に一部従業員と営業所を継承しペプシコによって設立された。1979年に日本ペプシコーラと合併し同社の直営ボトラー部門となった）
  - カゴメ（1971年に資本参加していた東海飲料を前身とし、1975年からカゴメ本社直轄のペプシ事業部として営業を開始。静岡県および山梨県でペプシ製品の販売を行なっていた。同社の静岡工場は東海飲料時代からの工場である。1992年に契約解消）
  - チェリオ中部（前身は1962年に設立された中部飲料で、1973年から中部ペプシコーラボトリングとなる。1981年にチェリオグループに入り、末期にはペプシ製品の売上比率が2割にまで落ち込んだ。1990年にフランチャイズ契約を解消したものの、現在も業務用のペプシコーラレギュラーサイズ瓶の販売は継続している）
  - 京和飲料（1968年に京都及び滋賀を販売エリアとし設立。途中で丸紅の資本が入るも、累積赤字を重ね営業からわずか6年で会社解散となった。工場はサントリーに買収され、サントリープロダクツ宇治川工場となった。サントリーが国内のマスターフランチャイズ権を取得した1997年以降は、ペプシコーラレギュラーサイズ瓶の生産も行なっている）
  - チェリオコーポレーション（旧・セブンアップ飲料（関西）。元々存在した関西エリアのフランチャイズである伊藤忠飲料が会社清算した結果、ペプシコの依頼によりフランチャイズとなる。1988年末にフランチャイズ契約を解消するも、ペプシコーラのみはそのまま販売され続けた。現在も業務用のペプシコーラレギュラーサイズ瓶のみ販売している）
  - キリンビバックス（中国及び四国地方を担当。1963年に設立された西部飲料と、1964年に設立された四国清涼飲料が1973年に合併してできた宇部興産飲料が前身。1997年にペプシコとの契約を解除し、現在はキリンビバレッジの地方ボトラーとなっている）
  - 与那城ベバリッジカンパニー（琉球政府統治下の1954年に与那城飲料水会社として設立。本土復帰後の1979年にフランチャイズ契約を解消し解散）
  - 琉球ペプシコーラボトリング（解散した与那城ベバリッジカンパニーの工場及び従業員を引き受けたうえで、ペプシコが設立した直営ボトラー。1994年に製造・販売・技術の3社に分社化し消滅）

## CMキャラクター

### 現在
- 岩田剛典（NEW PEPSI NEW ZERO LEMON篇 2024年2月19日〜2025年6月、「ガッツリな夏」篇 2025年7月28日〜）
- 狩野英孝（「ガッツリな夏」篇 2025年7月28日〜）

### ペプシネックスのCMキャラクター

#### おいしいところが、いい。
2007年から2009年まで続いたシリーズ。男性2人・女性1人の構成で、1年ごとに入れ替わっていた。
2007年
- 福山雅治
- 妻夫木聡
- 沢尻エリカ

2008年
- 松本潤
- 岡田准一
- 香里奈

2009年
- トータス松本
- 松山ケンイチ
- 山田優

#### LOVE! PEPSI NEX
アーティスト達がそれぞれ思い入れのある洋楽ナンバーをカバーする内容のであり、2010年3月2日から始まった。ただし、宇多田ヒカルのみ、12月には「LOVE! XMAS」として宇多田の新曲が採用された。また、宇多田ヒカルのみ、「やっぱり、これが好き。」ではなく「LOVE! PEPSI NEX」と、セリフが異なっている。
| 月   | アーティスト       | カバー曲                              | 備考 | 注     |
| ---- | ------------------ | ------------------------------------- | --- | ------ |
| 3月  | L'Arc〜en〜Ciel    | アローズ「I Love Rock 'N Roll」       | | [ 37 ] |
| 3月  | コブクロ           | デレク・アンド・ザ・ドミノス「Layla」 | 3月20日には限定配信され、8月25日に発売のカバー・アルバム「ALL COVERS BEST」に収録。                                                                                  | [ 38 ] |
| 3月  | 倖田來未           | シェリル・リン「Got to Be Real」      | 4月7日には限定配信され、7月7日に発売のシングル『Gossip Candy』のボーナストラックに収録。                                                                             | [ 39 ] |
| 6月  | ザ・クロマニヨンズ | ラモーンズ「Blitzkrieg Bop」          | 10月20日に発売されたシングル「オートバイと皮ジャンパーとカレー」初回特典CDに収録。                                                                                   | [ 40 ] |
| 6月  | ポルノグラフィティ | T・レックス「Get It on」              | 10月27日に発売されたシングル「君は100%」に収録。 | [ 41 ] |
| 6月  | Perfume            | カーディガンズ「Lovefool」            | | [ 42 ] |
| 10月 | 宇多田ヒカル       | エディット・ピアフ「Hymne à l'amour」 | 9月28日には着うた/RBT配信。着うたフル、PC配信に関しては10/9(土)より配信スタート。 2010年11月24日に発売されたアルバム『Utada Hikaru SINGLE COLLECTION VOL.2』に収録。 | [ 43 ] |
| 12月 | 宇多田ヒカル       | 「Can't Wait 'Til Christmas」         | これまでカヴァー曲で一貫してきたシリーズだが、クリスマスシーズンに合わせて宇多田の新曲を採用。 この曲もアルバム『Utada Hikaru SINGLE COLLECTION VOL.2』に収録。      | [ 44 ] |

#### B'z出演のCMシリーズ
2011年3月1日からは、B'zをメインキャラクターに据えたシリーズを放送。季節ごとにタイトルやシチュエーションが変わる内容で、映像には若手の女性ファッションモデルがアップで登場していた。

##### GO NEXT!
2011年3月1日から放送された第1弾で、B'zにとっては初めてのCM出演であり、書下ろし曲である『さよなら傷だらけの日々よ』が採用されている。
- B'z（松本孝弘・稲葉浩志）
- 加賀美レイナ
- 松島エミ

同時期に放送されたテレビアニメ『TIGER & BUNNY』では、登場人物の一人・ブルーローズのスポンサーとして設定されており、作中でも「ペプシネックス」を使用された。また、キャラクターを起用したCMも放送された。
2011年7月16日からは同じキャッチコピー、出演者で「People編」が放送された。CMは青空の住宅街の街角でエキストラ達の前でB'zが書下ろし曲「C'mon」を演奏する内容であり、のちに同楽曲はオリジナルアルバム『C'mon』に収録された。

##### X'mas Lover
2011年12月に放送。雪が降る街での恋人の姿を描きながら、B'zが『いつかのメリークリスマス』を歌っている。
- B'z（松本孝弘・稲葉浩志）
- 日南響子

##### Tshirt Live
ペプシネックスのリニューアルに合わせて作られたCMで、2012年2月28日から期間限定で放送。B'zは、ペプシネックスの新しいキャッチフレーズである「GO FOR IT! PEPSI NEX」を基に、CMソングとして『GO FOR IT, BABY -キオクの山脈-』を書き下ろした。ペプシネックスのボトルのキャップを開けると、Tシャツの中でB'zがライブを展開したうえで、最後に現実の世界でライブを続けるという内容である。
- B'z（松本孝弘・稲葉浩志）
- 日南響子
- メロディー洋子

##### GO SUMMER!
2012年7月から夏季限定で放送。多くの人々が夏場にペプシネックスを飲む光景を、数珠つなぎやウェーブ風に表現しながら、B'zのビーチライブにつなげた構成が特徴。B'zは、このCMのために『愛のバクダン』の歌詞を英語で書き直した「Love Bomb」（配信限定アルバム「B'z」収録曲）を、エンディングのライブシーンで披露している。
- B'z（松本孝弘・稲葉浩志）
- 杉本有美

#### PEPSI NEX × 009 RE:CYBORG
2012年10月27日全国公開の神山健治監督作品『009 RE:CYBORG』とコラボレーション。
- 第一弾「加速装置」篇
- 第二弾「スカイダイブ」篇
- 第三弾「RE:CYBORG」篇

#### ペプシは健康へ。
2013年4月2日より開始されたCMのシリーズで、今回のみ「ペプシネックスゼロ」・「ペプシスペシャル」共通のプロモーションとなった。白亜紀を舞台に恐竜が登場するオリジナルのCGアニメーションが展開された。
- ダウンタウン（松本人志・浜田雅功） - ティラノサウルス役[49]。CMでは声のみだが、ポスターなどのグラフィック広告では顔出しで登場していた。
- 武田鉄矢 - トリケラトプス役[注 12]
- ももいろクローバーZ - 2012年6月〜8月に「ペプシブラック」のCMへ登場した後に、2013年8月から当シリーズの「ペプシスペシャル」バージョンのテレビCMに声で出演。同ユニットの名物である口上では、商品名にちなんで、最後に「ももいろクローバーZero」と名乗っている。また、2014年1月11日には、「ペプシネックス」・「ペプシスペシャル」シリーズ商品の購入者を対象にした抽選招待制ライブ「ももいろクローバーZero LIVE」をさいたまスーパーアリーナにて開催した。

#### Forever Challenge. 〜真のおいしさへ。〜
2014年3月1日より開始されたシリーズで、昔話『桃太郎』を新たな解釈でアレンジした『MOMOTARO』を展開しており、桃太郎役は小栗旬 が演じた。また並行してペプシネックスゼロとコカ・コーラ ゼロの比較広告も放映されている。2015年7月からはペプシストロング ゼロのCMとして継続され、2017年に完結を迎えた。また、このシリーズでは森永製菓のハイチュウとのコラボレーションとなっている。
また、2016年6月21日から、「ペプシストロング5.0GVシリーズ」のプロモーションを前提とした「人類未体験!強炭酸ペプシ」が展開された。メインキャラクターはジュード・ロウが務めており、『MOMOTARO』シリーズに出ていた小栗もサブキャラクターで登場している。

### その他のCMキャラクター
サントリー提携前
- 水前寺清子
CMソング「1+1の音頭」も歌った（1970年）。後にサントリーから発売されるC.C.レモンのCMに出演。
- 王貞治
ミリンダのCMも担当したほか、ホームラン世界記録達成時には記念グッズ贈呈キャンペーンも行われていた
- 柴田勲
- 和泉友子 1981年夏頃、人間ピラミッドの頂上にいたアイドル歌手。
- マイケル・ジャクソン
アーティストと企業の契約というビジネス形態の先駆けとなった。1984年には、CMの撮影中にマイケルの髪の毛に火が付き、頭皮に火傷を負う事故も発生した[52][53][注 14]。マイケル自身のワールドツアーにも、1987年 - 1988年の「Bad World Tour」、1992年 - 1993年の「Dangerous World Tour [54][注 15]に協賛。
- マイケル・J・フォックス（1986年頃）
- グロリア・エステファン（1987年頃）[注 16]
- マドンナ（1989年頃）[注 17]
- M.C.ハマー（1991年頃）
- ペプシマン　
CMの第1弾は1996年に放送されており[57]、サントリー提携後しばらくの間CMやメディアミックスが展開されていた。

サントリー提携後
- 高橋由伸
- イチロー
- 伊勢谷友介（ペプシドライ、2011年5月〜7月 / ペプシスペシャル、2015年5月〜）
- 桐谷美玲（ペプシドライ、2011年5月〜7月）
- 織田裕二（ペプシスペシャル、2012年11月〜2013年3月）
ピザ子（森カンナ）、バガ子（野崎萌香）が共演[58]
- 本田圭佑（ペプシジャパンコーラ、2019年5月〜2020年6月）
- ファーストサマーウイカ（ペプシ生シリーズ、2021年6月〜2022年）
- ジョイマン（ペプシ生シリーズ、2021年6月〜2022年）
ムーディ勝山が共演（2022年）
- 朝日奈央（ペプシ生シリーズ、2023年3月〜 ）
やす子が共演[59]（2023年）

## 商品の一覧

### アメリカ
- ペプシPepsi
- ペプシパーフェクト pepsi perfect[60]
- ダイエットペプシ Diet Pepsi
- ペプシワン Pepsi One - 2005年に甘味料が変更された[61]。
- ペプシワイルドチェリー Wild Cherry Pepsi
- ペプシダイエットチェリー Diet Cherry  Pepsi
- ダイエットペプシバニラ diet Pepsi Vanilla
- ダイエットペプシライム diet Pepsi Lime
- ダイエットペプシツイスト Diet Pepsi Twist
- ダイエットペプシジャズ Diet Pepsi Jazz
- ダイエットペプシマックス diet Pepsi MAX
- カフェインフリー・ペプシ caffeine free Pepsi
- カフェインフリー・ダイエット caffeine free dietpepsi

### 日本

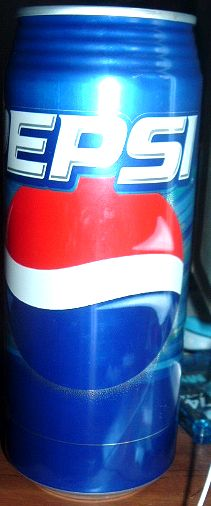
ペプシコーラ500ml缶(2007年ころのデザイン)

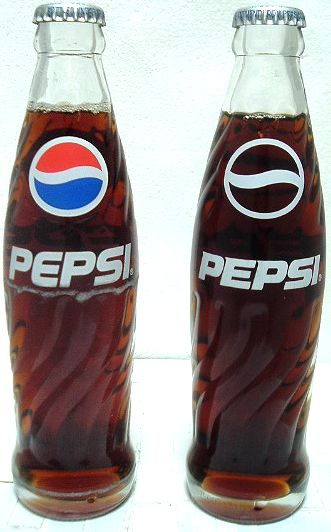
ペプシコーラ200ml瓶(左:1998年〜2006年のデザイン/右:2007年からの新デザイン)

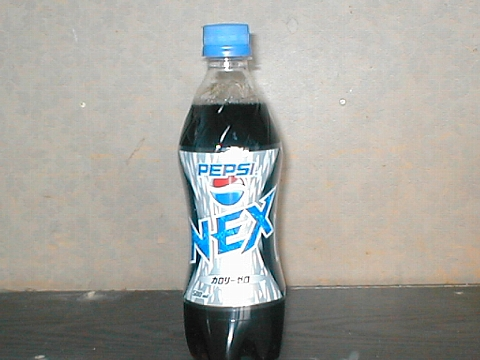
ペプシネックス（旧デザイン）

| 品名                                            | 容量                                                                     | 備考                                                           | 注     |
| ----------------------------------------------- | ------------------------------------------------------------------------ | -------------------------------------------------------------- | ------ |
| ペプシコーラ (pepsi COLA)                       | - 160ml缶 - 500ml缶 - 490mlペット - 1.5Lペット                           | 2014年6月3日パッケージリニューアル。200ml瓶は2021年2月に終売。 | [ 62 ] |
| ペプシリフレッシュショット (pepsi Refresh Shot) | 200ml缶                                                                  | 2014年5月13日パッケージリニューアル                            | [ 63 ] |
| ペプシ〈生〉COLA(PEPSI NAMA COLA)               | - 340ml缶 - 490mlペット - 600mlペット(コンビニ・交通売店用) - 1.5lペット |                                                                | [ 64 ] |
| ペプシ〈生〉ZERO(PEPSI NAMA ZERO)               | - 340ml缶 - 490mlペット - 600mlペット(コンビニ・交通売店用) - 1.5lペット |                                                                | [ 65 ] |
| ペプシ〈生〉 BIG ZERO LEMON                     | - 600mlペット(コンビニ・交通売店用)                                      |                                                                | [ 66 ] |
| ペプシ ゼロレモン                               | - 600mlペット                                                            |                                                                | [ 67 ] |
| ペプシスペシャルゼロ                            | - 490mlペット - 1.47Lペット                                              | 特定保健用食品                                                 | [ 68 ] |
| マウンテンデュー (Mountain Dew)                 | 350ml缶                                                                  |                                                                |        |
| おうちドリンクバー ペプシコーラ                 | 340mlペットボトル                                                        | 2025年2月18日に発売された濃縮タイプ飲料                        | [ 69 ] |

#### 過去に発売された商品
| 商品名                                                | 販売時期                                                                                   | 容量                                                                                                 | 備考 | 注            |
| ----------------------------------------------------- | ------------------------------------------------------------------------------------------ | --- | --- | ------------- |
| ペプシコーラ                                          | 1957年発売                                                                                 | 350ml缶                                                                                              | | [ 70 ]        |
| ダイエットペプシ (diet PEPSI)                         | 1975年～                                                                                   | | | [ 71 ]        |
| ペプシライト                                          | 1983年                                                                                     | | | [ 71 ]        |
| ダイエットペプシツイスト (diet PEPSI Twist)           | 2005年～2006年                                                                             | | 「ペプシネックス」にリニューアルした。 | [ 72 ]        |
| ペプシストロングショット (pepsi STRONG SHOT)          | 2010年6月22日発売                                                                          | | | [ 73 ]        |
| ペプシドライ (pepsi DRY)                              | 2011年5月24日発売                                                                          | | | [ 74 ]        |
| セブンアップクリアドライ (7up CLEAR DRY)              | 2011年発売                                                                                 | | | [ 75 ]        |
| ミリンダ (MIRINDA)                                    |                                                                                            | | 果汁入り飲料 | [ 76 ]        |
| セブンアップ (7up)                                    | 2021年1月製造終了（350ml缶）                                                               | 350ml缶（一般） ドリンクバー                                                                         | 2021年6月時点でドリンクバー向けの提供は継続 | [ 77 ]        |
| ペプシツイスト (PEPSI Twist)                          | 2003年3月25日発売                                                                          | | | [ 78 ]        |
| ペプシエナジーコーラ (pepsi ENERGY COLA)              | 2011年7月5日発売 2012年10月23日（スター・ウォーズ版） 2014年6月3日（ローソングループ限定） | 250ml 200ml(ローソン限定)                                                                            | 2012年10月23日に「スター・ウォーズ」の「ダース・ベイダー」のイラストをデザインしたパッケージに変更して再発売 2014年6月3日にローソングループ（ローソンマート・ローソンストア100を除く）限定商品としてパッケージデザインと内容量を変更して再々発売 | -             |
| ペプシブラック (pepsi BLACK)                          | 2012年6月19日発売                                                                          | | | [ 82 ]        |
| ペプシエクストラ (pepsi EX)                           | 2012年6月26日発売                                                                          | | 「ペプシ リフレッシュショット」が実質的な後継商品となる | [ 83 ]        |
| ペプシネックスゼロ (pepsi NEX ZERO)                   | 2015年6月16日終売                                                                          | | 旧ペプシネックス。2012年3月のリニューアルより現在の商品名となった。「ペプシストロング<ゼロ>」及び「ペプシストロング5.0GV<ゼロ>」が実質的な後継商品となる。                                                                                       | [ 84 ]        |
| ペプシコーラクラシックデザイン (PEPSI CLASSIC)        | 2008年2月1日                                                                               | 350ml缶                                                                                              | 1960年代にアメリカのペプシコーラで用いられていたロゴデザインがあしらわれており、内容は従来のペプシコーラと同じ。ダイドードリンコの自販機を通じて販売された                                                                                       | [ 85 ]        |
| ペプシストロング (pepsi STRONG)                       | 2018年4月終売                                                                              | 1.5Lペット                                                                                           | 2016年6月21日改良。Jコーラシリーズが実質的な後継となった。 | 。            |
| ペプシストロング<ゼロ> (pepsi STRONG ZERO)            | 2015年6月16日～2018年4月終売                                                               | 155ml缶、340ml缶、1.5Lペット                                                                         | 2016年6月21日改良 | [ 87 ]        |
| ペプシストロング5.0GV (pepsi STRONG 5.0GV)            | 2016年6月21日～2018年4月終売                                                               | - 420mlペット（自動販売機限定） - 490mlペット                                                        | 強炭酸・強カフェインを売りにした有糖コーラであり、商品名の「5.0GV」は、5.0GV耐圧ボトルを採用していることに由来する | [ 88 ]        |
| ペプシストロング5.0GV<ゼロ> (pepsi STRONG 5.0GV ZERO) | 2016年6月21日発売～2018年4月終売                                                           | 490mlペット                                                                                          | ペプシストロング5.0GVのゼロカロリー版 | [ 88 ]        |
| ペプシJコーラ (pepsi J-COLA)                          | 2018年4月～2019年4月                                                                       | - 490mlペット、1.5Lペット - 420mlペット(自動販売機専用) - 600mlペット(コンビニ・売店専用)            | ジャパンコーラシリーズが後継となった。 | 。            |
| ペプシJコーラゼロ (pepsi J-COLA Zero)                 | 2018年4月～2019年4月                                                                       | - 155ml缶 - 340ml缶 - 490mlペット - 1.5Lペット                                                       | | [ 91 ]        |
| ペプシJコーラ グレフル (pepsi J-COLA)                 | 2018年4月～2019年4月                                                                       | - 490mlペット - 600mlペット(コンビニ・交通売店限定)                                                  | | [ 92 ] [ 93 ] |
| ペプシスペシャル (pepsi SPECIAL)                      | 2012年11月発売                                                                             | - 490mlペット - 1.5Lペット                                                                           | 特定保健用食品 | [ 94 ]        |
| ペプシジャパンコーラ(PEPSI JAPAN Cola)                |                                                                                            | - 340ml缶 - 420mlペット(自動販売機用) - 490mlペット - 600mlペット(コンビニ・交通売店用) - 1.5lペット | ペプシJコーラの後継製品で、塩と柑橘系のフレーバーが隠し味として用いられている 600mlペットは2021年3月30日のリニューアルで追加された | [ 14 ] [ 95 ] |
| ペプシジャパンコーラゼロ(PEPSI JAPAN Cola ZERO)       | 2019年4月終売                                                                              | - 340ml缶 - 490mlペット - 1.5lペット                                                                 | ペプシジャパンコーラのゼロカロリー版 | [ 14 ]        |
| ペプシネックスツー(PEPSI NEX II)                      |                                                                                            | 490mlペット                                                                                          | | [ 96 ]        |

#### 限定商品

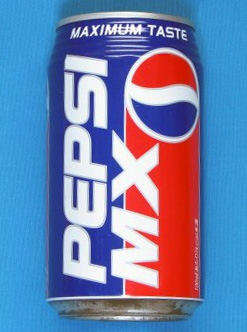
ペプシMX

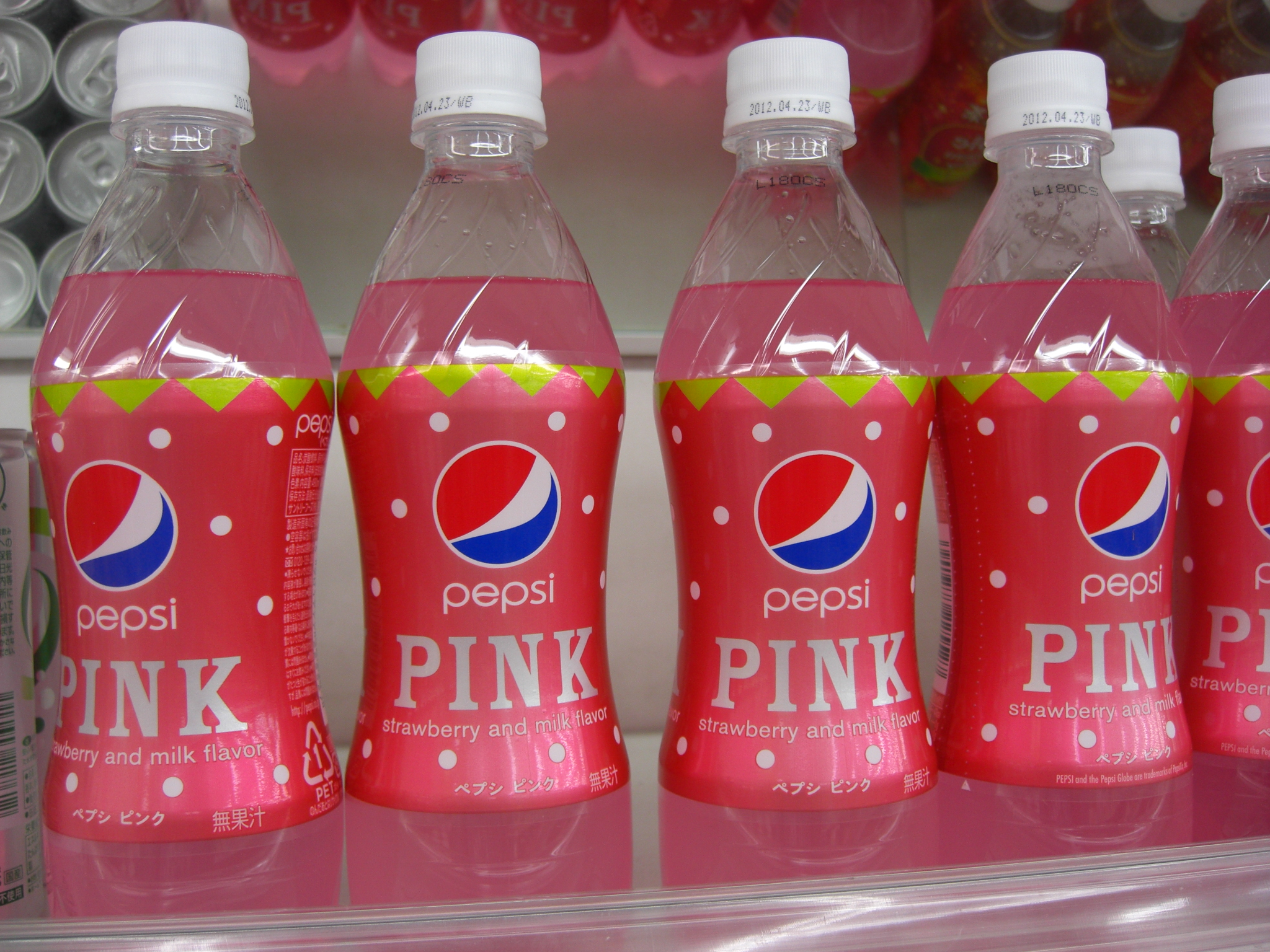
ペプシピンク

| 商品名                                                    | 販売時期           | 備考 | 注                |
| --------------------------------------------------------- | ------------------ | --- | ----------------- |
| ペプシMX (PEPSI MX)                                       | 1994年             | 砂糖不使用を謳ったPEPSI MAXの日本名であり、商標上の都合で名称が変更された。                                                                                                 | -                 |
| ペプシラズベリーコーラ                                    | 1995年             | | [ 99 ]            |
| ペプシトロピカルコーラ                                    | 1995年             | | [ 100 ]           |
| ペプシブルー (PEPSI BLUE)                                 | 2004年6月22日発売  | ニュースサイト「コーラ白書」によると、物珍しさから2004年8月前半に完売し、季節限定ペプシの先駆けとなったという                                                               | [ 101 ] [ 注 19 ] |
| ペプシエックス (PEPSI X)                                  | 2005年6月7日発売   | ガラナ風味のコーラ ニュースサイト「コーラ白書」によると、もともとはマレーシアで2003年に発売されていた商品であり、日本に発売されるまでには複数の地域で発売されていたという。 | [ 103 ]           |
| ペプシレッド (PEPSI RED)                                  | 2006年6月6日発売   | 数量限定。スパイス風味の赤いコーラ。 | [ 104 ] [ 105 ]   |
| ペプシカーニバル (PEPSI Carnival)                         | 2006年7月25日発売  | 数量限定。トロピカルフルーツ風味のオレンジ色のコーラ。ボトル缶入り。 | [ 106 ]           |
| ペプシゴールド (PEPSI GOLD)                               | 2006年11月7日発売  | 数量限定。ジンジャー風味の金色のコーラ。タイでも同様の商品が発売されていた                                                                                                  | [ 107 ]           |
| ペプシアイスキューカンバー (PEPSI ICE CUCUMBER)           | 2007年6月12日発売  | キュウリ風味のエメラルドグリーン色のコーラ。 | [ 108 ]           |
| ペプシブルーハワイ (PEPSI Blue Hawaii)                    | 2008年6月10日      | パイナップル&レモン味の青いコーラ。 | [ 109 ]           |
| ペプシホワイト (PEPSI WHITE)                              | 2008年10月21日発売 | ヨーグルト風味の白いコーラ | [ 110 ]           |
| ペプシしそ (PEPSI SHISO)                                  | 2009年6月23日発売  | | [ 111 ]           |
| ペプシあずき (PEPSI Azuki)                                | 2009年10月20日発売 | | [ 112 ]           |
| ペプシバオバブ (PEPSI BAOBAB)                             | 2010年5月25日発売  | | [ 113 ]           |
| ペプシモンブラン (pepsi Mont Blanc)                       | 2010年10月26日発売 | | [ 114 ]           |
| ペプシカリビアンゴールド (pepsi CARIBBEAN GOLD)           | 2011年7月26日発売  | ホワイトサポテ味の金色のコーラ。 | [ 115 ]           |
| ペプシピンク (pepsi PINK)                                 | 2011年11月8日発売  | いちごミルク味のピンク色のコーラ。 | [ 116 ]           |
| ペプシソルティーウォーターメロン (pepsi Salty Watermelon) | 2012年7月24日発売  | 塩スイカ味の赤いコーラ。 | [ 117 ]           |
| ペプシホワイト(新) (pepsi WHITE）                         | 2012年12月11日     | 2008年に発売された同名商品とは異なり、今回はみかん味である。また、6種類のラベルデザインが設定された。                                                                       | [ 118 ]           |
| ペプシピンクコーラ (pepsi PINK COLA)                      | 2014年12月9日発売  | いちごミルク風味のピンク色のコーラで、2011年11月に発売された「ペプシピンク」の実質的な後継商品。                                                                            | [ 119 ]           |
| ペプシスペシャル レモンミント (pepsi SPECIAL LEMON MINT   | 2015年7月28日      | 特定保健用食品の認可を取得したコーラで初の季節限定フレーバー | [ 120 ]           |
| ペプシゴースト (pepsi GHOST)                              | 2015年10月6日発売  | 「ミステリーフレーバー」。ラベルデザインを4種類設定した。 | [ 121 ]           |
| ペプシホワイトコーラ (pepsi White COLA)                   | 2015年12月8日発売  | シトラス風味（シトラス香料使用）の白いコーラ | [ 122 ]           |
| ペプシSAKURA (pepsi SAKURA)                               | 2016年3月8日発売   | 桜風味で淡いピンク色のコーラ | [ 123 ]           |
| ペプシハロウィンコーラ                                    | 2017年9月12日      | ハロウィン限定商品 | [ 124 ]           |
| ペプシ からあげ専用                                       | 2022年6月14日      | 夏期限定で発売。食物繊維を加えたゼロカロリーの透明コーラ | [ 125 ]           |
| ペプシ フライドチキン専用                                 | 2022年12月6日      | 冬期限定。フライドチキンをさっぱり食べられるレモンフレーバーのゼロカロリーコーラ                                                                                            | [ 17 ]            |
| ペプシ ゼロ ザンギ専用コーラ                              | 2023年5月9日       | 北海道限定で発売 | [ 126 ]           |
| ペプシ〈生〉ゼロ ヤキソバ専用                             | 2023年6月13日      | 夏季限定 | [ 127 ]           |
| ペプシ ZERO PEACH                                         | 2025年3月25日      | 大阪・関西万博を記念したもも風味のコーラで、関西地方限定品であると同時に、ヘラルボニーとのコラボレーションである。                                                          | [ 128 ]           |

| 商品名                   | 販売時期          | 販売店           | 備考 | 注      |
| ------------------------ | ----------------- | ---------------- | --- | ------- |
| ペプシビッグ             | 2014年8月         | セブンイレブン   | 600mlという容量に加え、通常の商品よりもカフェイン含有量が多いほか、甘味料も砂糖ではなく果糖ブドウ糖液糖のみを使用している。 | [ 129 ] |
| ペプシアメリカンチェリー | 2015年6月         | イオングループ   | [ 130 ] |         |
| ペプシコーラ600ml        | 2021年5月11日発売 | ファミリーマート | 昔ながらのペプシコーラ | [ 131 ] |

| 商品名           | 種別                     | 備考 | 注              |
| ---------------- | ------------------------ | --- | --------------- |
| ジャズイン       | ティーソーダ             | | [ 132 ]         |
| フリーダム       | 缶コーヒー               | 日本食糧新聞によると1993年2月にパッケージをリニューアルしたといわれている。                                                              | [ 133 ]         |
| バーディ         | 缶コーヒー               | 名前はゴルフのバーディに由来しており、日本食糧新聞によると1994年9月に全面販売に踏み切ったと言われている。                                | [ 134 ]         |
| パティオ         | 紅茶飲料、お茶飲料       | |                 |
| リプトン         | 紅茶飲料                 | 1992年に日本リーバと提携を結んだ。日本ペプシコーラの社長を務めていたアール・シャーリーの意向により、1995年に終了した                     | [ 135 ]         |
| ティーメーカー   | 紅茶飲料                 | リプトン終了後に展開した。 なお、ニュースサイト「AllAbout」の久須美 雅士によると1995年にはこのブランドからティーソーダが出ていたという。 | [ 135 ] [ 132 ] |
| 桃源茶人         | 中国茶飲料               | 1995年8月に「桃源茶人 7茶でちゅ!」を発売していた。                                                                                       | [ 136 ]         |
| 一休庵           | 日本茶飲料               | |                 |
| フルーピー       | 果汁飲料                 | |                 |
| ウェルチ         | 果汁飲料                 | 1993年9月にウェルチフーズと提携を結んだ。                                                                                                | [ 137 ]         |
| スライス         | 果汁飲料、野菜飲料       | |                 |
| オールスポーツ   | 炭酸入りスポーツドリンク | 1996年8月5日に日本全国で発売された | [ 138 ]         |
| カフェガラナ     | 炭酸飲料                 | コーヒーとガラナのエキスを加えた飲料で、1997年4月21日に日本全国で発売された                                                              | [ 139 ]         |
| ビタミンレモンC  | チアパック入り飲料       | | [ 140 ]         |
| コーンポタージュ | 缶入りスープ             | |                 |

## その他

### カラメル色素製造方法調整
2012年3月、カラメル色素に含有される4-メチルイミダゾールが、米国カリフォルニア州法の発がん性物質リストに摂取上限値29µg/dayとして追加収録されるも、コーラ類飲料には355ml缶1本に100µg超の含有が認められ、リスク警告表示回避のためにレシピが変更
される。米国飲料協会は4-メチルイミダゾールがFDAのヒト発がん性物質リストに収載されていない、旨の声明を発表する。WHOの研究では、発がんリスク有りとの報告がある。